# Aleks Štakul
Aleks Štakul, slovenski ekonomist in novinar, * 15. december 1944, Gorica, Italija.
Štakul je bil med letoma 2001 in 2006 generalni direktor RTV Slovenija.  

## Življenjepis
Štakul je maturiral na II. Državni gimnaziji v Mariboru, študij pa je nadaljeval na Višji pravni šoli v Mariboru, kjer je pridobil naziv pravnika 1. stopnje. Kasneje je diplomiral na Ekonomsko poslovni fakulteti v Mariboru  z nazivom univerzitetni diplomirani ekonomist. Po opravljenem študiju se je zaposlil na RTV Slovenija, kjer je opravljal najrazličnejša dela in naloge. Med drugim je bil dopisnik, novinar TV Ljubljana v Mariboru (1969-1973) in Beogradu (1973-1977), urednik notranjepolitičnega in gospodarskega uredništva (1979-1983), odgovorni urednik informativnega programa TV Ljubljana (1983-1987) in tudi pomočnik generalnega direktorja RTV Ljubljana za ekonomska vprašanja (1977- 1979). 
Od 24. maja 2001 do 24. maja 2005 je bil generalni direktor RTV Slovenija in od 24. maja 2005 do 23. februarja 2006 v.d. generalnega direktorja RTV Slovenija. Kasneje je bil nekaj časa namestnik generalnega direktorja, nato pa je postal svetovalec generalnega direktorja RTV Slovenija.
V novinarskem in uredniškem obdobju  se je kot samostojni gospodarski komentator intenzivno ukvarjal z gospodarsko problematiko doma in v svetu in pri tem ustvaril zajeten opus analitičnih in drugih člankov, novinarskih prispevkov ter aktualnih in analitičnih gospodarskih oddaj. V široki javnosti so bile odmevne njegove ciklične avtorske gospodarske oddaje Bobu bob, Dinar, Made in Slovenia, Poslovni barometer.  Uspešen je bil tudi kot voditelj in urednik televizijskih dnevnikov med letoma 1989 in 1991 ter med osamosvojitveno vojno. Leta 1978 je bil med prvimi voditelji in uredniki televizijskega dnevnika. Leta 1997 je pripravil vsebinsko zasnovo informativne oddaje Odmevi.
Po 45 letih novinarskega dela se je leta 2010 upokojil in nato napisal in leta 2015 v samozaložbi izdal  knjigo Skozi čas, svojevrstno kroniko RTV in njenega delovanja v nekaj desetletjih.Knjiga je verodostojen povzetek ključnih dogodkov v več kot 50 letnem obstoju in delovanju slovenske nacionalne televizije, je poljudno napisana zgodovina te ustanove. Podrobneje je razčlenjeno, prikazano mnogo ozadij dogajanj, tako na RTV kot tudi v tedanji družbi, ki doslej javnosti niso bila znana.